# Мурано
Мура́но (итал. Murano, вен. Muran от лат. Amurianum) — один из крупных островов Венецианской лагуны. Знаменит производством художественного стекла, называемого муранским.

## География

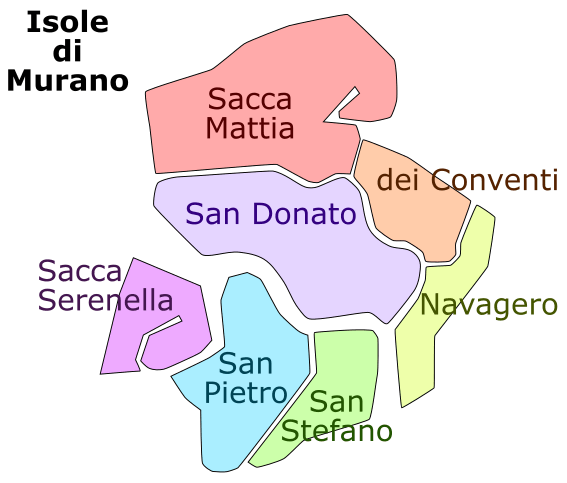
Острова, входящие в состав Мурано

Мурано находится в Венецианской лагуне, к северо-востоку от Венеции, и состоит из семи небольших островов, разделённых каналами. Общая площадь — 1,17 км².

## История
Первые поселения на острове датируются V—VII вв н. э.. Расцвет Мурано пришёлся на 1291 год, когда было принято решение перенести туда венецианские стекольные мастерские, поскольку производство стекла представляло опасность для деревянных построек города. C тех пор стеклоделие неразрывно связано с историей острова.
В XVIII веке остров, называемый «Венецией в миниатюре», стал излюбленным местом летнего отдыха венецианских патрициев.
В наше время Мурано привлекает большое количество туристов.

## Административный статус
Мурано входит в состав одного из самоуправляемых районов коммуны Венеция: Венеция — Мурано — Бурано.

## Население
Демографического пика остров достиг в XVI веке, когда его население составляло более 30 000 человек. В настоящее время на Мурано проживают около 4500 человек.

## Муранское стекло

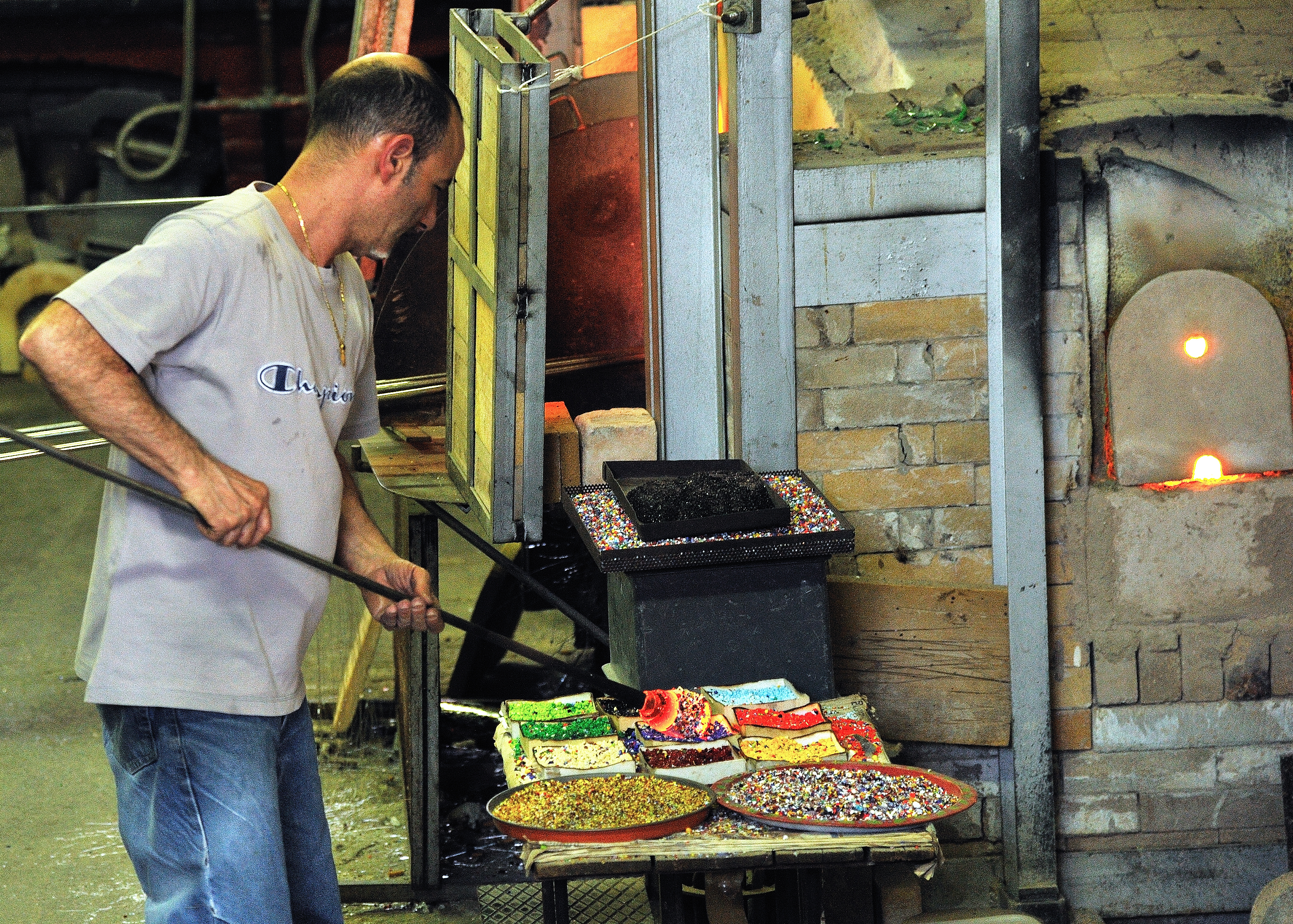
Стекольщик из Мурано

С XIII века Мурано славится стеклом, которое изготавливается по особым технологиям, разработанным венецианскими мастерами. Мастера-стеклодувы были изолированы на острове и не имели право вывозить секреты изготовления стекла за его пределы. Однако взамен они получали определённые привилегии: так, дочери главных муранских стеклодувов имели право выходить замуж за венецианских патрициев, и при этом их потомство сохраняло все дворянские титулы. Это было особенно удивительно для такой страны, как Венецианская республика, где знать очень держалась за свои аристократические привилегии.
В период с XIV по XVI века муранское стекло пользуется мировой славой: заказы на него поступают из разных стран мира. Однако к XVII веку мода на него проходит, а в XVIII веке начинается спад производства.
Возрождение традиций происходит в середине XIX века. В наше время на острове находится множество предприятий, производящих муранское стекло. Наиболее известные среди них — итал. Barovier & Toso, Ferro, Moretti, Pauli, Seguso, Venini, Nova Venier..

## Достопримечательности
Основными достопримечательностями острова являются:
- основанный в 1861 году Музей стекла;
- Собор Санта-Мария-э-Донато XII века;
- церковь Санта-Мария-дельи-Анджели;
- церковь Сан-Пьетро Мартире.

## Галерея

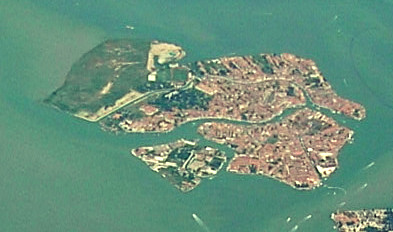
Вид с воздуха
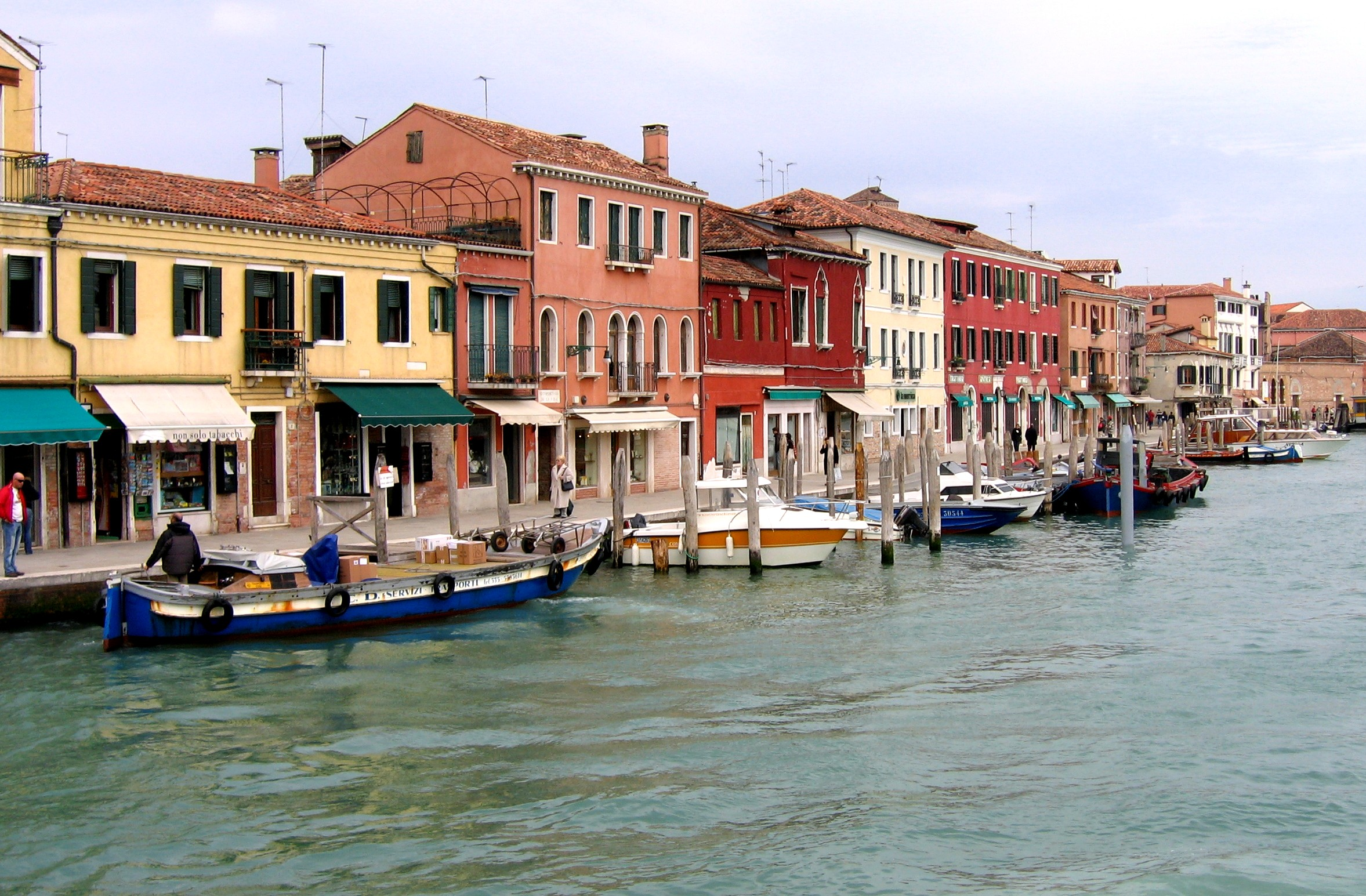
Канал на острове
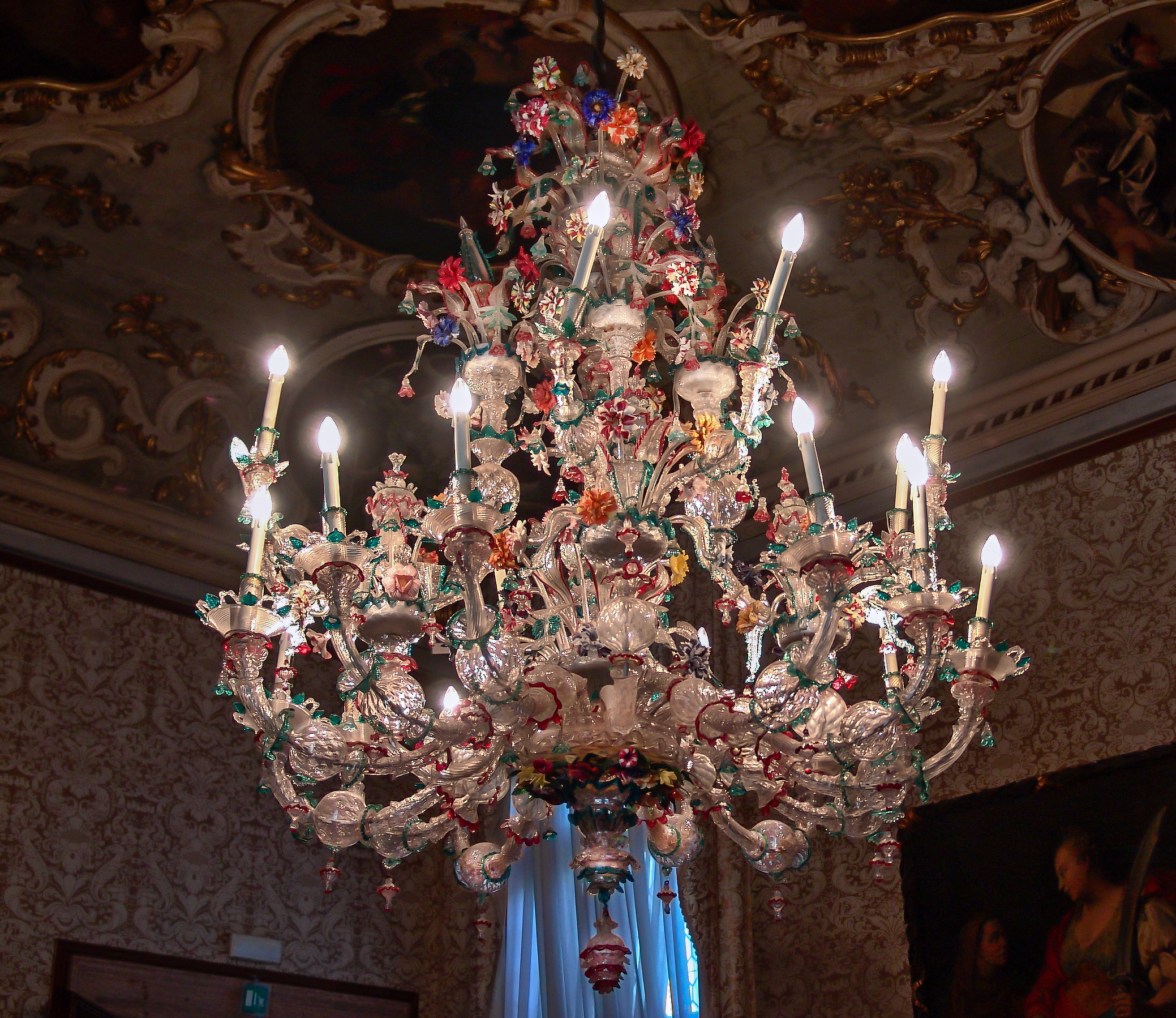
Муранского стекла люстра (Ка' Реццонико)
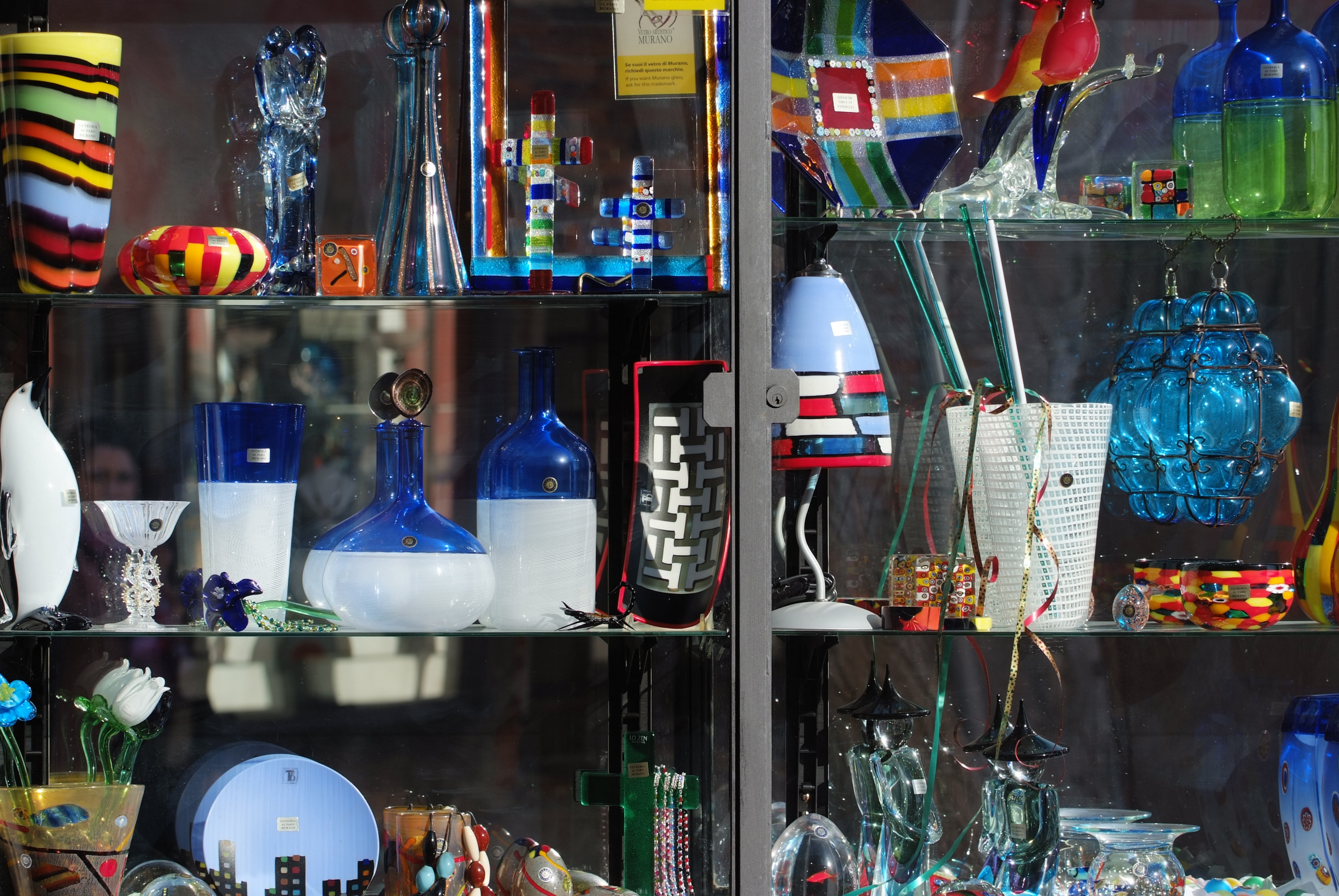
Стеклянные изделия на Мурано
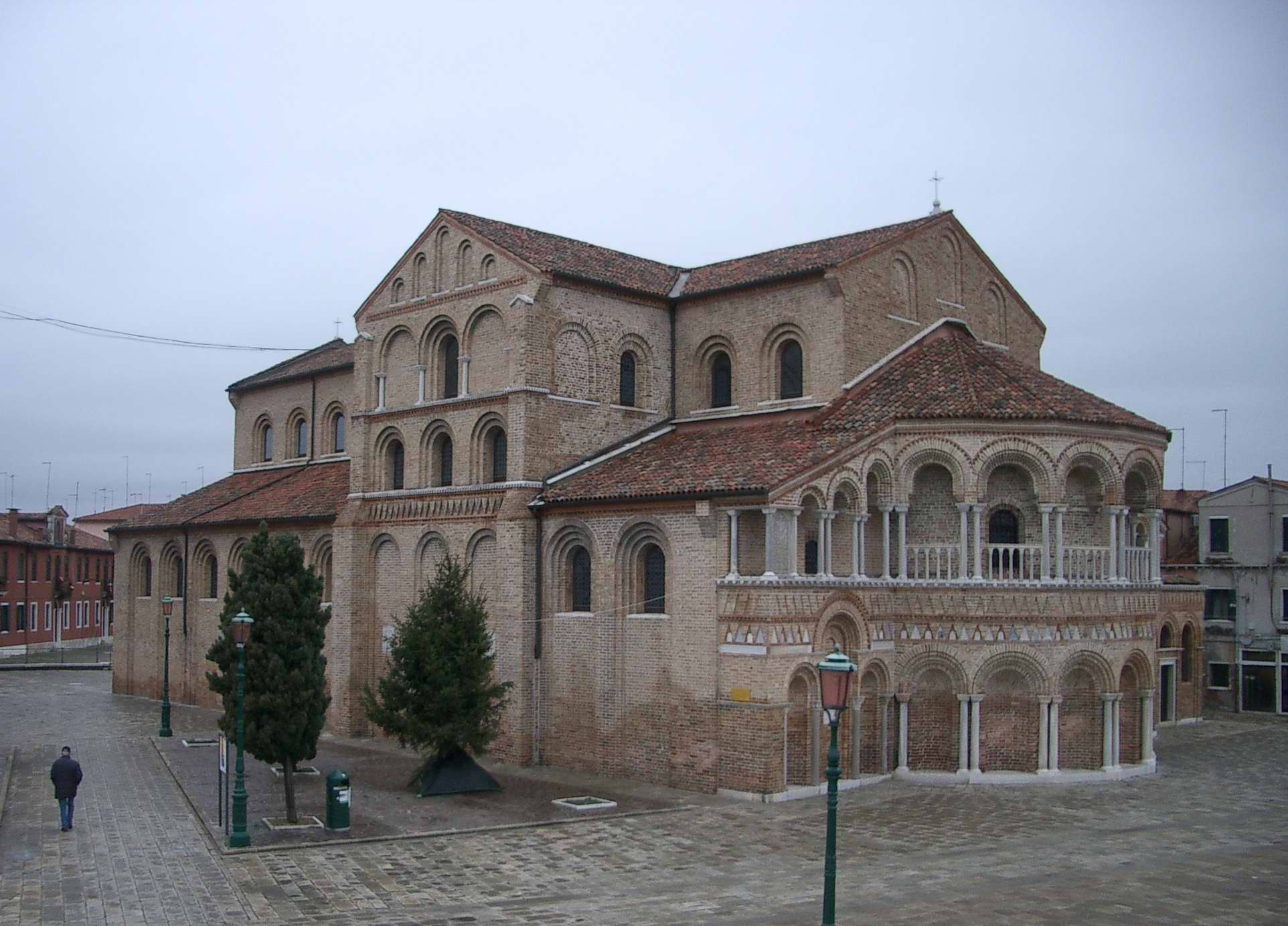
Собор Санта-Мария-э-Донато